# Jenny de Jong
Jenny de Jong est une rameuse néerlandaise, né le 15 octobre 1990.

## Palmarès

### Championnats d'Europe
- 2015, à Poznań ( Pologne)
  -  Médaille d'argent en Huit